# Коольгааз, Каспар
Каспар Коольгааз (Coolhaas; 1536 — 1615) — протестантский богослов.
Был католическим монахом, а затем проповедником в Лейдене. Отстаивал право светской власти управлять церковью (в брошюре «De jure christiani magistratus»); в других сочинениях опровергал учение о предопределении и утверждал, что все, кто исповедует важнейшие догматы христианства — братья, несмотря на разницу церквей. За эти учения в 1578 синод, собравшийся в Миддельбурге, проклял его, и он оставил духовное звание.